# Svatý rok 1825
Jubilejní Svatý rok 1825 (19. řádné univerzální jubileum), který navázal na předchozí řadu Svatých roků, byl vyhlášen 24. května 1824 bulou Quod Hoc Ineunte. Lev XII. navzdory své nemoci snažil o navázání užšího vztahu mezi papežem a křesťanským lidem prostřednictvím programu, jehož cílem bylo zapojit všechny zdroje církve do boje proti bludům, které ohrožovaly víru. Do Říma přišlo více než 325 000 poutníků z celé Evropy. Protože bazilika svatého Pavla za hradbami (zničená požárem v roce 1823) byla nepoužitelná, papež ji pro jubilejní návštěvy věřících nahradil bazilikou Santa Maria v Trastevere.

## Dobové pozadí
Za čtvrt století po Svatém roce 1800, který se z důvodu Velké francouzské revoluce nemohl konat, byly poměry natolik klidné, že nedávno zvolený papež Lev XII. se rozhodl vyhlásit na rok 1825 Milostivé léto. Toho se obávali francouzští galikáni a jakobíni, ale i obnovená monarchie a také dvory katolických panovníků v Neapoli a ve Vídni, neboť všem záleželo na tom, aby se tím nezvýšila na mezinárodním poli prestiž papežství. Kardinál státní sekretář také papeže zrazoval, neboť se mohly s poutníky vplížit do Říma i revoluční živly a rozpoutat tam nové občanské nepokoje. Papežský pokladník měl zase strach z velikých výdajů na pomoc poutníkům a z financování nákladných obřadů v době, kdy apoštolská pokladna zela prázdnotou.

## Průběh Svatého roku 1825

### Zahájení

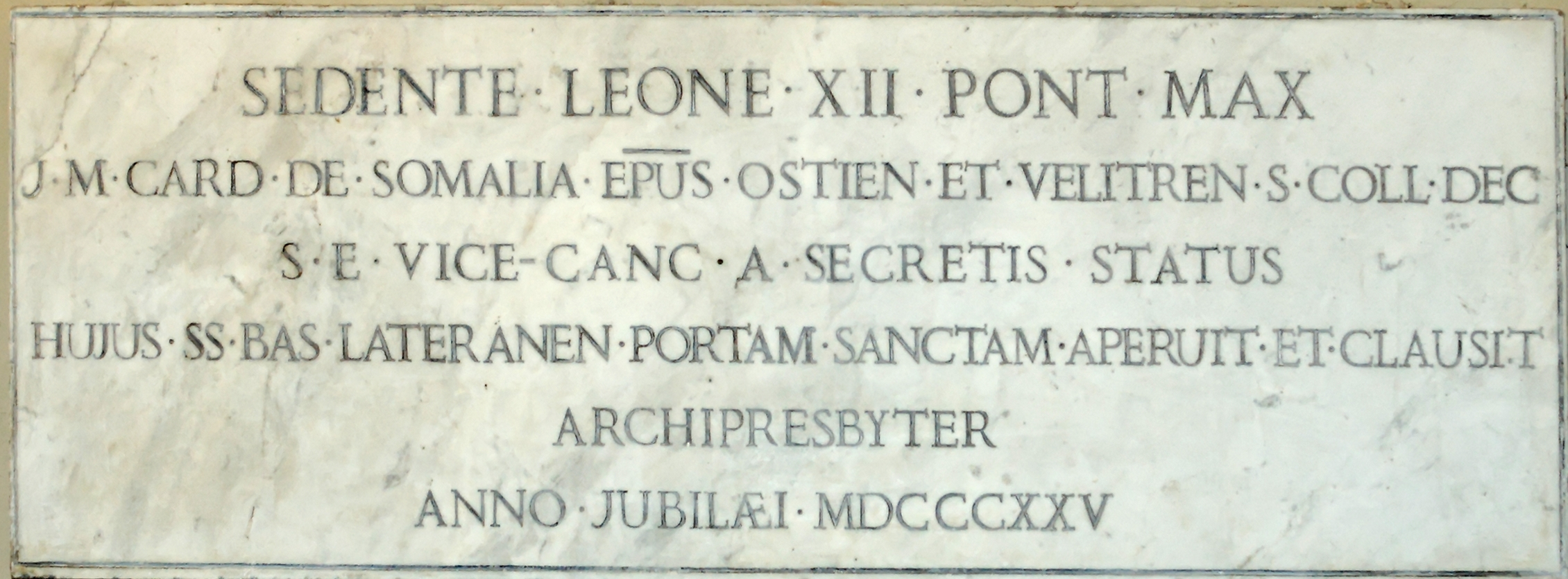
Nápis připomínající otevření a zavření Svatých dveří papežem Lvem XII. k jubileu roku 1825. Křížová chodba Lateránské baziliky (Řím)

Lev XII. se však přemluvit nedal. 27. května 1824 papežskou bulou vyhlásil dvacátý Svatý rok v dějinách církve. Poněvadž si přál, aby přinesl co největší duchovní užitek, dal už v první polovině srpna konat na římských náměstích kázání, jež měla Římany duchovně připravit, a vyhlásil na advent duchovní cvičení v celém Římě pro duchovní i laiky. Nemalou zásluhu na duchovní přípravě měli i dnes už kanonizovaní světci, žijící tehdy v Římě: svatý Kašpar del Bufalo a Vincenc Palotti.
24. prosince 1824 otevřel papež v bazilice sv. Petra Svatou bránu obvyklým slavným způsobem za přítomnosti vdovy po králi Sardinie Marie Terezie, rakouské císařovny, španělského následníka trůnu Karla Ludvíka a pozdější neapolské královny Marie Kristiny. Když po trojím zaklepání na zeď Svaté brány předával ozdobné kladívko kardinálu penitenciáři Castiglionimu, šeptem mu připomenul, jak se oba v roce 1775 při témže obřadu jako mladí klerici šťouchali svícny, jež nesli. Ani kardinála Castiglioniho neminula papežská tiára: byl papežem se jménem Pius VIII. několik měsíců.
Jako dříve byla v Římě po dobu Svatého roku zakázána divadelní představení a Římanům tak milý karneval. Přece však se na počest významných světských poutníků konalo slavnostní osvětlení a ohňostroje. 11. ledna vydal papež nařízení, aby se Římané po dobu Svatého roku zdržovali masitých pokrmů, jež však byly dovoleny nemocným a těm, kdo je potřebovali ke zdraví podle dobrozdání lékaře; muselo být potvrzeno místním farářem.

### Poutníci

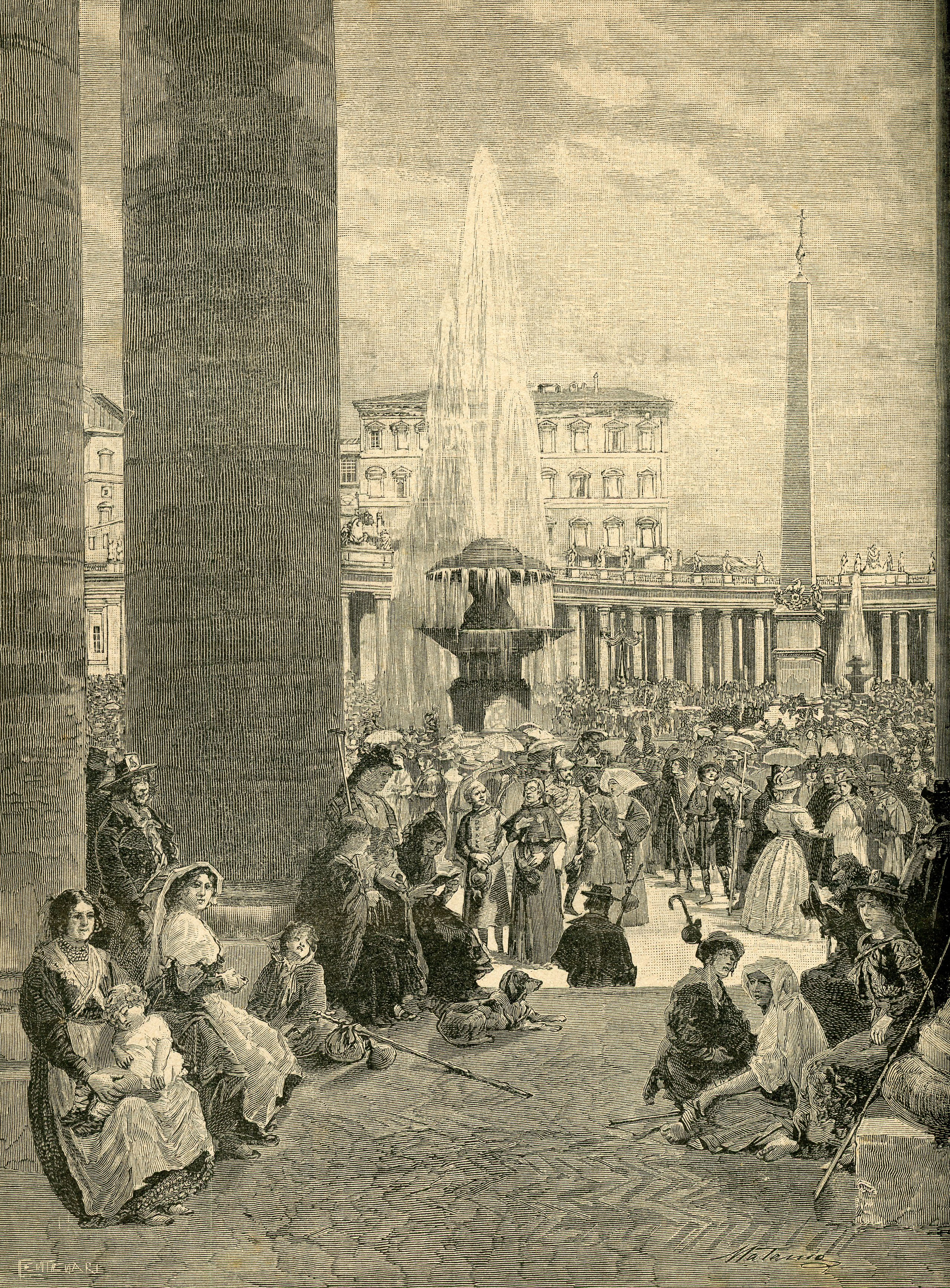
Svatopetrské náměstí během Svatého roku 1825

Když se nepodařilo papeže odvrátit od slavení Svatého roku, už v lednu byly v Itálii i v cizině záměrně šířeny poplašné zprávy, že v Římě vypukla epidemie cholery, ač to nebyla pravda. Vracejícím se poutníkům působily úřady jejich zemí potíže. Větší nebezpečí však hrozilo na cestách poutníkům, kteří naposled v dějinách museli putovat do Říma pěšky. Lupičské bandy využily neklidné politické situace, oslabující vnitřní bezpečnost států, k jejich olupování a pobíjení. I tak se celkový počet poutníků odhaduje na 285 000-376 000.
Nepříznivé poměry způsobily nedostatek hmotných prostředků, a tak omezily činnost bratrstev, jež hostila poutníky. I tak bratrstvo Nejsvětější Trojice, ač mělo jen 80 členů, poskytlo pohostinství 94 157 poutníkům. Ani papež nemohl ze své pokladny doplnit to, co scházelo. Když však byl 21. prosince 1824 otevřen hospic bratrstva, byl oproti předchozí době rozšířen. Římský deník „Diario di Roma“ poznamenává: „Aby poutnice nemusely trpět omezeními minulých dob, byla pro ně přistavěna nová budova s umývárnami, kde mají stejné možnosti jako muži.“ I papež několikrát navštívil hospic. Zápisky bratrstva zaznamenávají, že 8. dubna v šest hodin večer umyl nohy dvěma poutníkům, v kuchyni naplnil 60 misek polévkou a obsluhoval 162 poutníků v jídelně. Pak navštívil i dům poutnic.
I přes své slabé zdraví Lev XII. několikrát vykonal předepsanou pouť Svatého roku. Tenkrát museli poutníci navštěvovat baziliku Panny Marie v Zátibeří místo baziliky svatého Pavla, neboť ta byla tak zpustošena nočním požárem 16. července 1823, že ji bylo nutno zcela přestavět, což si vyžádalo řadu let.

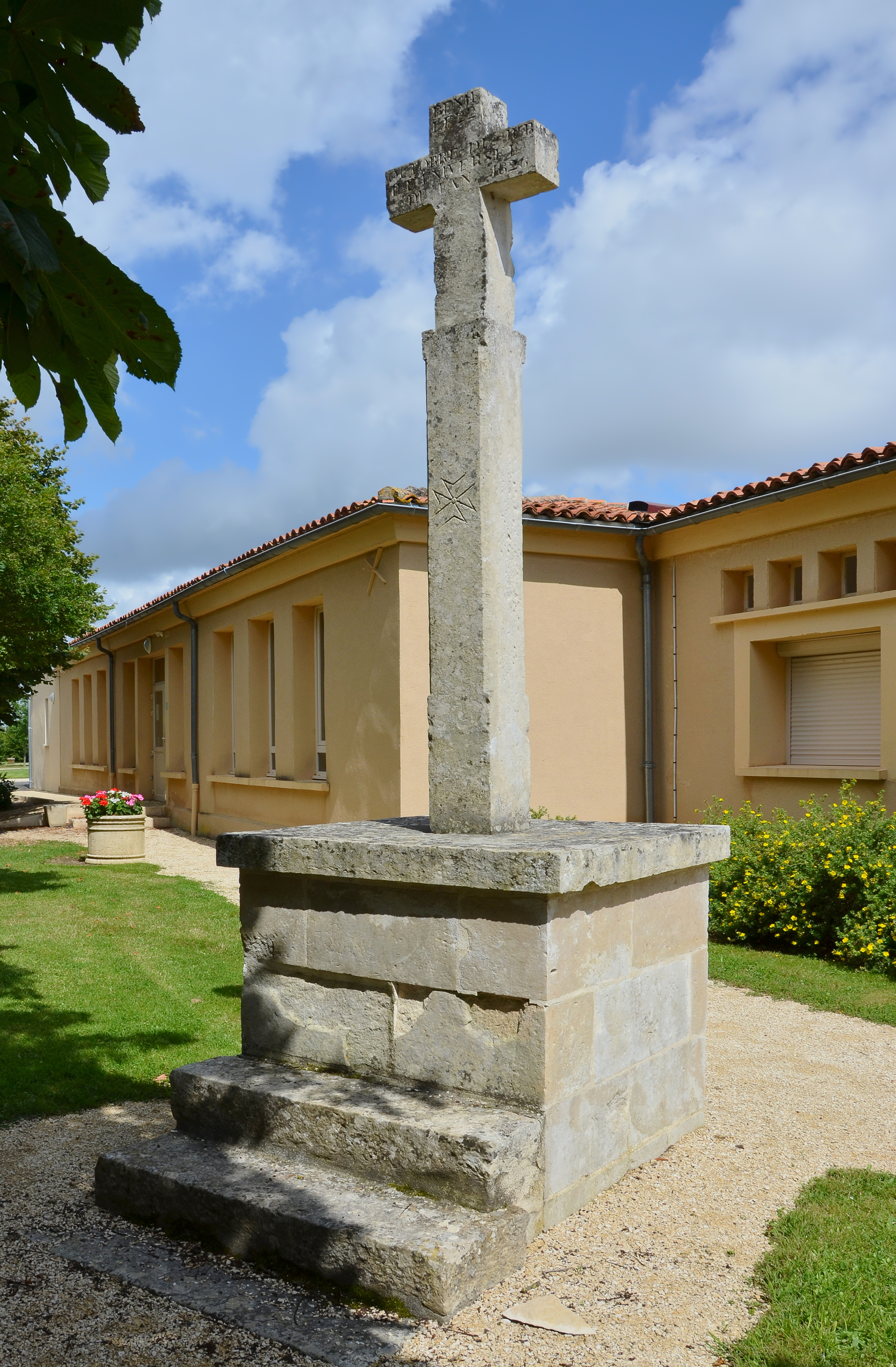
Kamenný kříž požehnaný během Svatého roku (nebo Jubilea) 1826; Champniers, Vienne, Francie

Svatý rok 1825 se nevyznačuje tak množstvím poutníků, jako jejich upřímnou zbožností. Městem neustále procházela procesí. I jejich počet se stupňoval. Zatímco v březnu se bratrstvo Nejsvětější Trojice postaralo o pohoštění 2 210 poutníků, koncem dubna už tento počet vzrostl na 7 000 a 13. května za jeden den podalo jídlo a přístřeší 1 407 poutníkům, jejichž počet dosáhl rekordní výše 20. května, kdy přišlo do Říma mnoho španělských poutníků na svatořečení svého krajana, minority sv. Juliana od sv. Augustina. Při té příležitosti hostil papež na své útraty ve špitálu Ducha svatého 500 poutníků.
Ani během roku neustala kázání pod širým nebem. 15. srpna kázal před pětadvacetitisícovým davem na Piazza Navona kanovník Muccioli, jemuž naslouchal i papež z balkónu paláce rodiny Doria Pamphili, odkud pak všem udělil apoštolské požehnání. Jindy se zúčastnil kázání na Piazza Colonna, a když horlivý kazatel hřímal proti náruživým lovcům, prohlásil Lev XII. svým průvodcům: „To se týká mě.“ Také totiž rád lovil. Na konci kázání pak kazateli poděkoval za jeho slova.

### Bandita Gasparrone

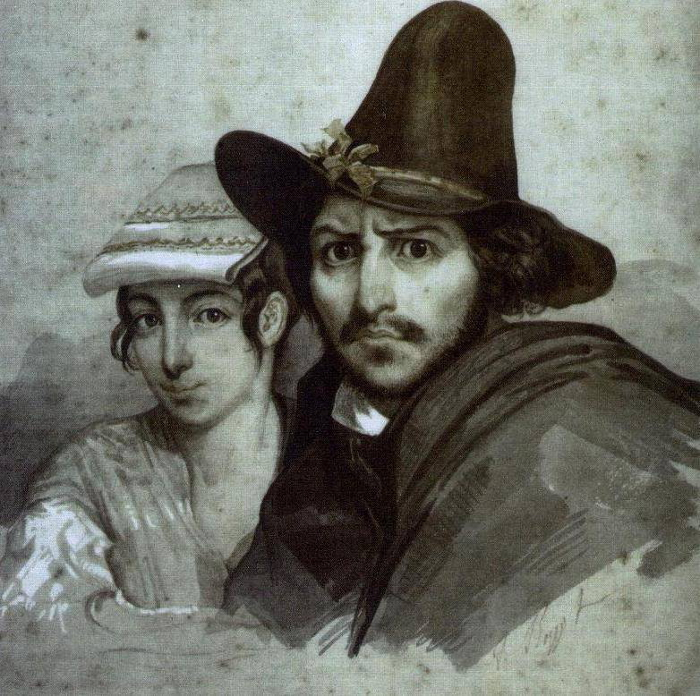
F. Raggi, Portrét A. Gasparoneho a jeho ženy Geltrudy, akvarel, 1839

25. září táhl před zraky poutníků poněkud jiný průvod: asi dvacet divoce vyhlížejících mužů a žen, křiklavě oděných podle zvyku kraje na jih od Říma, s policejním doprovodem. V jejich čele šel nejobávanější bandita Antonio Gasbarrone, který po léta se svou bandou terorizoval horské kraje jižně od Říma a nepodařilo se ho polapit. Teprve když se během Svatého roku kruh začal uzavírat, generálnímu vikáři ze Sezze monsignorovi Pellegrinovi se podařilo jej přesvědčit, aby se vzdal. Učinil to však důstojně a prohlásil, že to činí jen proto, aby obyvatelstvo bylo během Svatého roku zbaveno strachu. Měl totiž na svědomí stovky životů. Průvod banditů ovšem nešel do baziliky svatého Petra, ale do papežského vězení v Andělském hradě.

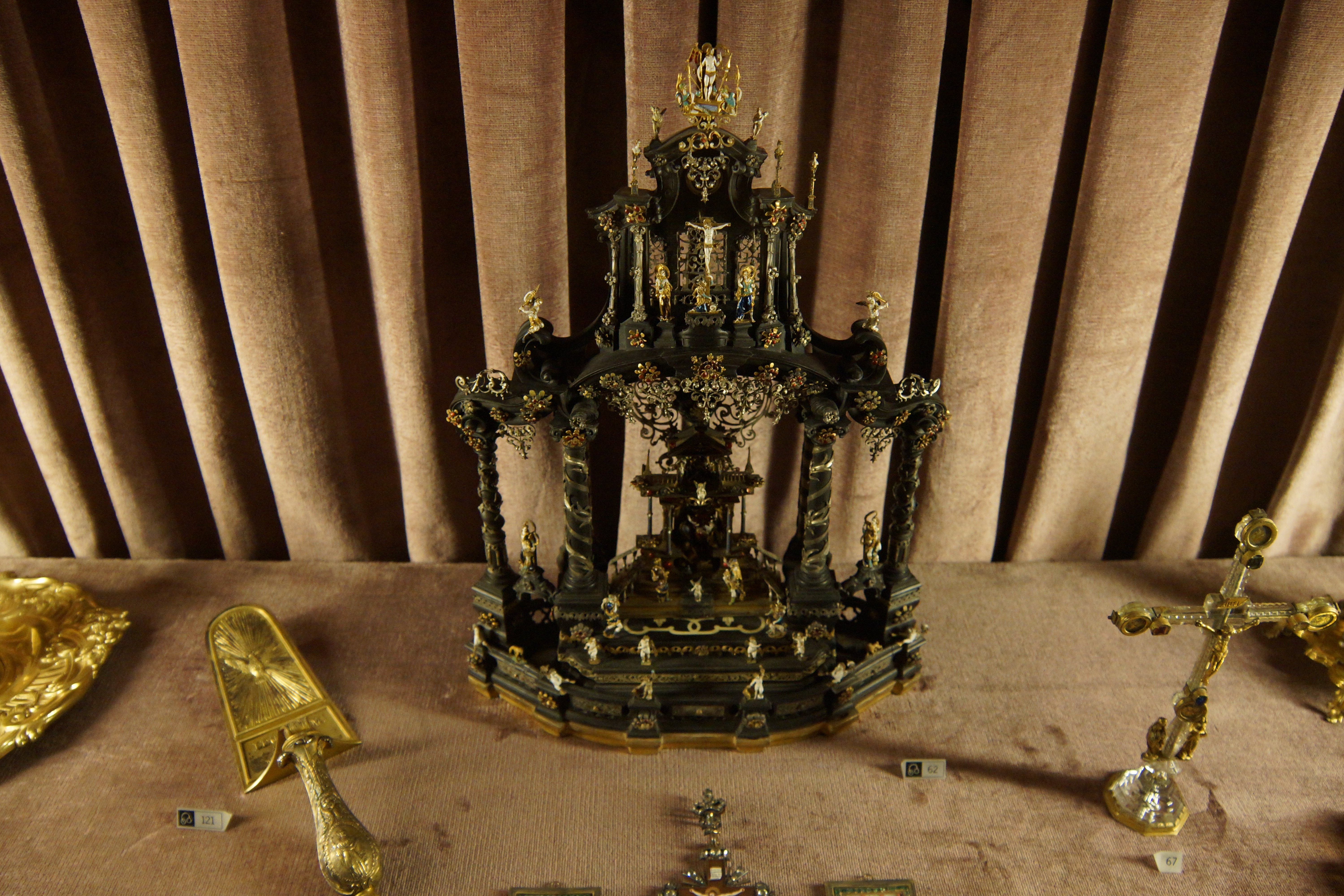
Pozlacená stříbrná zednická lžíce vyrobená před rokem 1825, kterou papež Lev XII. použil při uzavření Porta Santa ve Svatopetrské bazilice na konci svatého roku 1825

### Závěr
24. prosince 1825 byla uzavřena Svatá brána svatopetrská za přítomnosti diplomatického sboru, množství duchovních i laiků, úředníků městské správy a papežského státu zpěvem „Coelestis Urbs Jerusalem“ a za hlaholu tisíců římských zvonů. 31. prosince se konalo slavné Te Deum v kapli špitálu Nejsvětější Trojice na poděkování za Boží pomoc. Často bylo třeba nadlidského úsilí, aby bylo možno zvládnout úkol, který si členové bratrstva předsevzali, aby naplnili slova Kristova: „Byl jsem poutníkem a přijali jste mě.“ Snad tušili, že to bylo naposled.

## Dopad ve světě
Svatý rok přinesl své plody. Cynicky na ně poukázal sedmadvacetiletý liberální politik Massimo d'Azeglio, který přišel ze zvědavosti, ale brzy zase odešel, neboť podle jeho slov se Řím změnil „na 12 měsíců v jeden veliký ústav duchovních cvičení“. I Stendhal vyhlásil s netajenou ironií: „Pospěšte si, abyste ještě mohli shlédnout náboženské obřady, jež se buď přizpůsobí době, nebo musí zahynout.“ Nevěděl však, že mezi poutníky byl i drobný čtrnáctiletý studentík Gioacchino Pecci, který si stejně jako jiní poutníci odnesl domů z Říma nezapomenutelné dojmy. Nicméně Svatým rokem konaným v roce 1825 ještě postaru, a jako kdyby ve světě nebylo došlo k tak hlubokým sociálně politickým změnám, se nenávratně uzavřela jedna epocha nejen v dějinách Svatých roků, ale i církve.